# 公益金融
公益金融，又称社会金融（英語：Social finance），是一种区别于传统金融模式的新型投资及财富管理方式 。公益金融注重在产生经济回报的同时也为社会带来福祉，例如，提升环境质量、帮助残障人士就业等均属于福祉的一部分。
公益金融包括社区投资、小额信贷、社会效益债券、可持续商业及社会企业贷款等多种形式，结果导向性的公益投资（即：公益创投）也是公益金融的一种形式。
无论何种公益金融的表现形式，其都强调为社会、环境带来正面的影响。一些注重环境效益的投资者会讲求其投资能为社会带来经济、社会及环境的“三重底線”（Triple Bottom Line）。
在当今金融危机尚未完全复苏的大背景下，传统的慈善捐助数额锐减，此时更体现出了公益金融的优越性。在2009年，《经济学人》杂志就提出来公益金融将成为“实现社会进步的一种重要方式” 。而一些公益金融的先行者，如JP摩根集团，更是在金融危机前就开始践行了公益金融的活动。早在2007年就推出了基于市场模式的旨在帮助低收入人群以及实现社区可持续发展的JP摩根公益金融项目 。